# Cleistanthus rotundatus
Cleistanthus rotundatus är en emblikaväxtart som beskrevs av Eugene Jablonszky. Cleistanthus rotundatus ingår i släktet Cleistanthus och familjen emblikaväxter.
Artens utbredningsområde är Kambodja. Inga underarter finns listade i Catalogue of Life.